# 大羅森諾克山

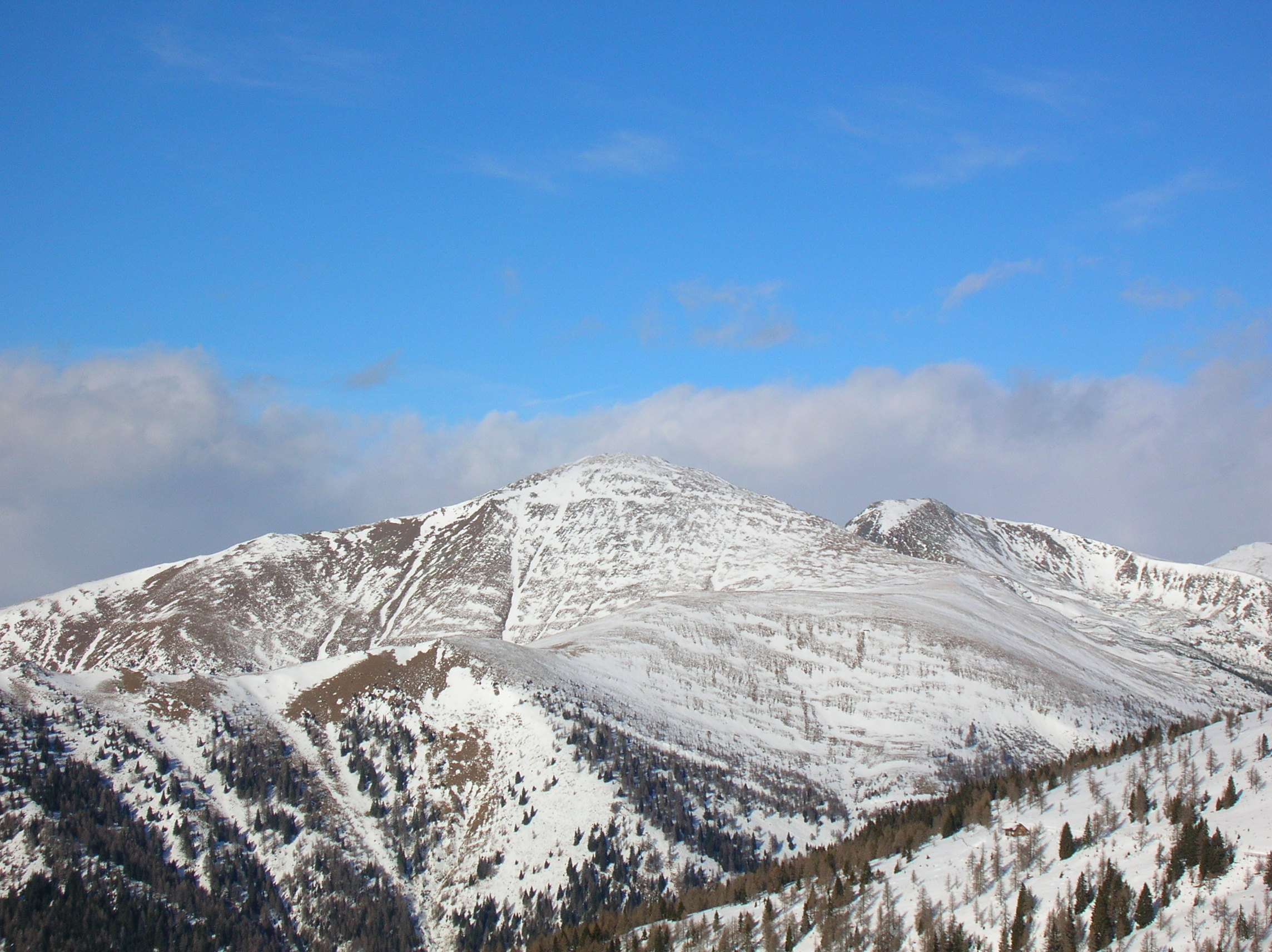

46°52′37″N 13°42′45″E / 46.87694°N 13.71250°E
大羅森諾克山（德語：Großer Rosennock），是奧地利的山峰，位於該國南部，由克恩頓州負責管轄，屬於諾克山脈的一部分，海拔高度2,440米，每年平均降雨量2,511毫米。